# Semion Budionnîi

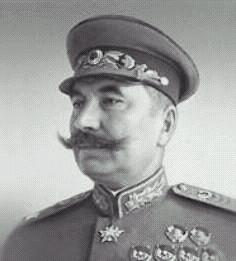
Semion Mihailovici Budionnîi (1943)

Semion Mihailovici Budionnîi (în rusă Семён Михайлович Будённый; n. 13/25 aprilie 1883, Budyonnovskaya⁠(d), Oblast Voiska Donskogo⁠(d), Imperiul Rus – d. 26 octombrie 1973, Moscova, RSFS Rusă, URSS) a fost un comandant militar sovietic și un aliat de nădejde al dictatorului Iosif Vissarionovici Stalin.

## Biografie
Budionnîi s-a născut într-o familie săracă de țărani în regiunea căzăcească de pe râul Don din sudul Rusiei. A lucrat în agricultură pentru diferiți stăpâni de pământ până în 1903, când a fost recrutat în armata imperială, fiind încadrat într-o unitate de cavalerie. A luptat în Războiul ruso-japonez. În timpul Primului Război Mondial a luptat ca subofițer pe Frontul de Vest până în 1916, când a fost transferat pe Frontul din Caucaz. Atunci când Revoluția Rusă a răsturnat regimul țarist, a devenit unul dintre foarte mulții soldați radicalizați de noile idei ale bolșevicilor și a fost ales între conducătorii de frunte ai sovietelor soldaților din zona caucaziană.
Războiul civil a izbucnit în 1918, iar Budionnîi a organizat unitățile Cavaleriei Roșii din regiunea Donului, care aveau să devină mai târziu Armata I de cavalerie. Aceste unități militare au jucat un rol important în câștigarea de către bolșevici a războiului civil, respingând albii generalului Anton Denikin din fața Moscovei. Budionnîi a intrat în rândurile partidului bolșevic în 1919, devenind unul dintre sprijinitorii lui Stalin și lui Kliment Voroșilov.
În 1920, Armata I de cavalerie a lui Budionnîi a luat parte la invazia Poloniei în timpul războiului polono-sovietic. La începutul războiului, Budionnîi a obținut victorii importante, alungându-i pe polonezi din Ucraina și reușind mai târziu să rupă frontul sudic inamic. În cele din urmă însă, forțele bolșevice au suferit o înfrângere grea în bătălia de la Varșovia, în principal pentru că Budionnîi și cavaleriștii săi rămăseseră prinși în asediul Lvovului. După ce armata sa a fost înfrântă în Bătalia de la Komarów, (una dintre cele mai mari lupte de cavalerie din lume), Budionnîi a fost trimis să lupte cu Albii în Ucraina și Crimeea. În ciuda înfrângerii din Polonia, el a fost considerat unul dintre eroii Rusiei Sovietice din războiul civil.
Budionnîi era un ofițer curajos și pitoresc în același timp, dar știa foarte puțin sau deloc despre tacticile moderne de luptă, în special în problema războiului mecanizat și de tancuri. A fost numit în funcția de inspector al Cavaleriei Armatei Roșii și în alte posturi onorifice asemănătoare, rămânând în același timp unul dintre „camarazii din războiul civil” ai lui Stalin, câștigând o tot mai mare influență odată cu consolidarea poziției de dictator necontestat al acestuia din urmă.
În 1935 Budionnîi a fost avansat, alături de alți patru generali sovietici, la gradul de mareșal al Uniunii Sovietice. Trei dintre acești cinci mareșali au fost executați în timpul Marii Epurări de la sfârșitul deceniului al patrulea. Singurii care au supraviețuit epurărilor au fost Budionnîi și Voroșilov. Epurările din Armata Roșie a lăsat Uniunea Sovietică într-o criză acută de comandanți capabili în chiar anii premergători celui de-al Doilea Război Mondial. În 1937, Budionnîi a fost comandantul Districtului militar Moscova. În timpul Războiului sovieto-finlandez a comandat o armată cu rezultate dezastroase. În ciuda acestor fapte, Budionnîi a fost numit adjunct al comisarului poporului pentru Apărare, o poziție pentru care era total nepotrivit.
În perioada iulie – septembrie 1941, Budionnîi a fost comandantul suprem (главком, glavkom) ale forțelor sovietice ale Direcției sud-vest (Frontul sovietic de sud-vest și Frontul sovietic de sud) care trebuiau să facă față atacului Germaniei Naziste în timpul invaziei Ucrainei începută în iunie. Aceste forțe au fost încercuite în timpul bătăliilor de la Uman și de la Kiev, fiind distruse în totalitate în poate cea mai mare înfrângere rusească din istorie. Aceste dezastre au costat Uniunea Sovietică pierderea a peste 1,5 milioane de oameni uciși sau luați prizonieri.
În septembrie, Stalin l-a destituit pe Budionnîi și l-a înlocuit cu Semion Timoșenko. A fost pus la comanda Frontului de rezervă (septembrie – octombrie 1941), comandant suprem al trupelor din Direcția Caucazul de nord (aprilie – mai 1942), comandant al Frontului Caucazul de Nord (mai – august 1942) și al demodatei cavalerii sovietice (din 1943). În ciuda faptului că era responsabil de mai multe înfrângeri sovietice catastrofale (e adevărat, urmând neabătut ordinele lui Stalin), Budionnîi a continuat să se bucure de protecția dictatorului și nu a fost pedepsit în vreun fel. După război, i s-a permis să se retragă, fiind decorat cu ordinul Erou al Uniunii Sovietice.
Semion Budionnîi este creatorul unei noi rase de cai care este încă prezentă în marile herghelii rusești, rasă care îi poartă numele. Această rasă este recunoscută pentru rezistența deosebită și pentru performanțele ridicate în întrecerile sportive. Budenovka, un model special de căciulă, a făcut parte din uniforma militară sovietică de la începuturile URSS-ului și a fost redenumită în cinstea lui Semion Budionnîi.